# Onychodactylus japonicus
La Salamandra con garras japonesa (Onychodactylus japonicus) es una especie de la familia Hynobiidae. Es endémica de Japón; vive en las islas de Honshu y Shikoku. Su hábitat natural son los bosques templados y los ríos